# 35 km (obwód leningradzki)
35 km (ros. 35 км) – przystanek kolejowy w pobliżu miejscowości Głażewo, w rejonie kiriskim, w obwodzie leningradzkim, w Rosji. Położony jest na linii Wołchow – Czudowo.